# Bjørnafjorden (fjord)
Pour les articles homonymes, voir Bjørnafjorden (homonymie).
Le Bjørnafjorden (ou Bjørnafjord) est un vaste tronçon de fjord situé dans le comté de Vestland, en Norvège. Il est situé au sud de Bergen entre la péninsule de Bergen (« Bergenshalvøya ») et le continent, au nord, et les îles des municipalités de Tysnes et Austevoll. Il traverse les municipalités de Tysnes (au sud), Austevoll (à l’ouest) et Bjørnafjorden (au nord et à l’est).

## Géographie
Le fjord mesure environ 30 km de long, depuis Krossfjord, au nord d’Austevoll à l’ouest, jusqu’à Revnestrand sur le continent dans la municipalité de Bjørnafjorden à l’est. Il mesure environ 10 km de large, et a une profondeur maximale de 583 m,. Il fait partie de la principale route maritime pour la navigation côtière. Au sud du village d’Osøyro, le Fusafjorden, initialement d’environ 8 km de large, bifurque vers le nord. Après environ 12 km, il se divise en trois bras :
- le Samnangerfjorden de 23 km de long, qui mène plus au nord ;
- l’Ådlandsfjord, qui ne fait que 4 km de long environ, et s’étend vers le nord-nord-est ;
- et l’Eikelandsfjord, qui s’étend à l’est, long d’environ 5 km.

La municipalité de Bjørnafjorden, qui a été créée le 1er janvier 2020 lors de la fusion entre les anciennes municipalités d’Os et de Fusa, porte le nom du fjord.

## Transports
Deux liaisons par ferry traversent le Bjørnafjorden. Le terminal nord pour les deux est Halhjem, au sud d’Osøyro dans la municipalité de Bjørnafjorden. De là, un ferry emprunte la route européenne 39 (Bergen-Haugesund) jusqu’à Sandvikvåg sur l’île de Stord (durée du trajet 40 minutes). L’autre ferry va jusqu’à Våge sur l’île de Tysnesøy.
L’Administration norvégienne des routes d’État (« Statens vegvesen ») prévoit de construire un pont sur le Bjørnafjorden et a présenté le concept en octobre 2019. Il s’agit d’une combinaison de pont suspendu et de pont flottant, d’une longueur totale de plus de 5 km. Au sud, il y a un seul pylône en forme de A sur le Svarvahelleholmen, puis un longeron immédiatement au nord de l’île de Reksteren, la route passant à 45 m au-dessus du niveau de la mer sur la route maritime d’environ 300 m de large. Après cela, la route descendra lentement dans un virage à droite allongé vers la petite île de Røtinga, qui se trouve au large du continent à l’ouest de Halhjem. Elle sera portée par une chaîne de 40 pontons en acier, flottant à des intervalles d’environ 100 m chacun. Au moins trois des pontons doivent être ancrés au fond du fjord, mais les autres doivent flotter librement, afin de rencontrer les courants de vent et de marée de la manière la plus flexible possible. Les coûts de construction sont provisoirement estimés à environ 12 milliards de NOK (1,3 milliard de dollars US). L’appel d’offres est attendu en 2022.